# Mogurnda maccuneae
Mogurnda maccuneae är en fiskart som beskrevs av Jenkins, Buston och Allen 2000. Mogurnda maccuneae ingår i släktet Mogurnda och familjen Eleotridae. Inga underarter finns listade i Catalogue of Life.